# Rhea Silvia
Rhea Silvia (også Rea Silvia), også kendt som Ilia, var den mytiske mor til tvillingerne Romulus og Remus, der grundlagde byen Rom. Hendes historie er fortalt i den første bog af Ab Urbe Condit af Livius og i fragmenter af Ennius, Annales  og Fabius Pictor.

## Legenden
Ifølge Livius' beretning om legenden var Rhea Silvia datter af Numitor, konge af Alba Longa, og nedstammede fra Aeneas. Numitors yngre bror Amulius stjal tronen og dræbte Numitors søn, hvorefter han tvang Rhea Silvia til at blive en Vestalinde, en præstinde for gudinden Vesta. Som Vestaljomfru blev man tvunget til cølibat i en periode på tredive år, og dette ville sikre, at Numitors slægtslinje ikke havde nogen arvinger. 
Men Rhea Silvia blev gravid og fødte tvillingerne Romulus og Remus, som hun hævdede at guden Mars var far til, fordi han havde opdaget hende i skoven og forført hende.
Da Amulius hørte om fødslen fængslede han Rhea Silvia og beordrede sine tjenere til at dræbe tvillingerne, som bragte børnene til floden Tiber. Her var der dog dannet stillestående vand (Livius hævder, at det var gudernes fortjeneste), og tjenerne havde derfor ikke adgang til den oprindelige flodstrøm, hvorfor de efterforlod spædbørnene i den nærmeste dam ved flodbanken. Ifølge et sagn blev de fundet af en hunulv, som netop havde mistet sine egne unger, og hun lod dem die ved sig. Efterfølgende reddede kongens overhyrde, Faustulus, drengene og lod sin kone Larentia opdrage dem . Da Remus og Romulus er blevet voksne tages Remus til fange af Amulius, men han overlader afstraffelsen til Numitor, som opdager, at han er bedstefar til Remus (og Romulus). Herefter styrter de Amulius med hjælp fra Romulus og genindsætter Numitor som konge af Alba Longa. 